# Імперія
Імпе́рія  (від лат. imperium — «наказ, верховна влада, управління однією особою, монархом, на певній окупованій території») — історична форма державно-політичного утворення. Є декілька як сучасних, так і застарілих визначень цього поняття.
- Імперія — «вид територіальної державної системи, всередині якої цілі народи чи нації (навіть якщо вони зберігають видимість територіальної чи іншої окремішності) вважаються панівними або підлеглими… Це взаємовідносини, за яких одна держава контролює ефективну політичну незалежність іншої. Це досягається силою, політичним співробітництвом, економічною, соціальною чи культурною залежністю»[2].
- Імперія має чотири головні елементи: (1) «сильний політичний центр, якому надано життєздатності історичною місією розширення»; (2) «релігійне чи ідеологічне насильство»; (3) «відчуття кінцевої мети», притаманне імперській еліті, (4) має територіальний  вихід на узбережжя моря чи океану[3].
- Імперія — це велика монархічна держава, на чолі якої стоїть імператор[4]. Також велика імперіалістична держава, яка має колонії[4]. Історична форма державного утворення, що має у своєму складі силоміць приєднані (підкорені) інші народи та території[5].

Імперія може включати в себе внутрішні колонії (котрі звуться «національними провінціями»), або зовнішні колонії. У цьому випадку імперія, як правило, зветься «колоніальна держава».
Політична влада в імперії побудована на жорстко ієрархічному принципі й належить одній особі (монархові), або закритій олігархічній групі. Економічний обмін між метрополією та провінціями нерівноцінний — центр використовує колонії як ресурсні придатки.
Імперська форма держави історично передує національній державі і частково сумісна з демократичною формою влади (демократія у таких державах інколи обмежується лише інтересом імперської нації), правовим устроєм та громадянським суспільством.
У сучасному переносному значенні «імперією» можуть називати велику фінансову або промислову монополію-компанію.

## Сучасні ознаки імперії
1. етнічна неоднорідність населення, наявність привілейованих суспільних станів й етносів;
2. наявність національних країв (або колоній), країн-сателітів;
3. наявність великого апарату придушення: армії і поліції;
4. жорстко ієрархічна, як правило, авторитарна та одноосібна влада;
5. концентрація політичної, економічної, фінансової влади в одному центрі;
6. офіційна національна ідеологія (релігія, доктрина);
7. пасивна лояльність населення;
8. експансивна зовнішня політика, прагнення до регіонального або світового домінування;
9. деспотична національна та соціальна внутрішня політика.

## Відомі в історії імперії
- Римська імперія
  - Візантійська імперія
    - Латинська імперія
    - Нікейська імперія
    - Трапезундська імперія

  - Західна Римська імперія
- Священна Римська імперія
- Монгольська імперія
- Османська імперія
- Австро-Угорська імперія
- Британська імперія
- Російська імперія
- Німецька імперія
- Австрійська імперія
- Японська імперія
- Іспанська імперія
- Португальська імперія
- Імперія інків
- Шведська імперія

## Історія імперій

### Ранні імперії
Аккадська імперія за часів Саргона Аккадського (24 століття до Р. Х.) була однією з перших великих імперій. У 15-му столітті до Н. Е., в епоху Нового царства Давній Єгипет, за правиління Тутмоса III, став імперією з моменту включення Нубії і стародавніх міст-держав у Леванті. Першою імперією, на кшталт Риму в організації, була Ассирійська імперія (2000—612 до Р. Х.). Успішною, великою і мультикультурною імперією була Перська імперія Ахеменідів (550—330 до Р. Х.), поглинувши Месопотамію, Єгипет, частину Греції, Фракії, частину Близького Сходу, більшу частину Центральної Азії і Пакистану, поки не була повалена і замінена короткотривалою імперією Александра Великого.
Імперія Маур'їв була географічно великою і могутньою імперією, в стародавній Індії, якою правила династія Маур'їв 321—185 до Р. Х. Імперія була заснована в 322 році до Р. Х. Чандрагупта Маур'я швидко розширив свою владу на захід у центральній і західній Індії, користуючись порушенням місцевої влади через відступ на захід Александра Великого. У 320 р. до Р. Х. імперія повністю захопила північно-західну Індію до Афганістану, перемігши і завоювавши сатрапів, залишених Александром Великим.

### Класичний період
Первісно в Римі — це форма управління державою, яка нагадує військову владу (єдиний керівник — імператор, накази якого всі повинні виконувати без заперечень). Імперія в Римі виникла внаслідок того, що військові захопили владу. Пізніше цим словом стали позначати велику державу, створену шляхом включення у свій склад територій інших держав, колоніальних володінь (тобто на зразок Римської імперії). Таким чином у Римі розглядали дві форми управління державою — імперія і республіка. У староруській і українській мовах здавна вживалося поняття царство[джерело?] або цісарство[джерело?].
Римська імперія була найбільшою західною імперією до раннього Нового часу. До Римської імперії царство Македонія під владою Александра Македонського стала імперією, яка простягалася від Греції до Північно-Західної Індії. Після смерті Александра його імперія була розкраяна на чотири незалежні царства під владою діадохів, які позначають елліністичними імперіями через їхню подібність у галузі культури та адміністрації.
На Сході термін Перська імперія означає іранські імперські держави, створені в різні історичні періоди доісламської і післяісламської Персії. І на Далекому Сході, різні Піднебесні імперії періодично виникали в Східній Азії між періодами війн, громадянських війн та іноземних завоювань. В Індії Чандрагупта розширив Імперію Маур'їв на терени Північно-Західної Індії (сучасний Пакистан і Афганістан). Це також включає епоху розширення буддизму за часів Ашока. У Китаї імперія Хань стала однією із довгоживучіших династій Східної Азії, яка передувала недовготривалій імперії Цінь.

### Посткласичний період
У сьомому столітті з'явилась ісламська імперія, також відома як Арабська імперія. Праведний халіфат розширив владу з Аравійського півострова і швидко завоював Перську імперію і велику частину Візантійської Римської імперії. Його наступником став халіфат Омеядів, який розширився в Північній Африці і на Піренейському півострові. До початку восьмого століття вона стала найбільшою в історії імперією на той момент, поки вона, врешті-решт, перевершила за розмірами Монгольську імперію в 13 столітті. У сьомому столітті Морська Південно-Східна Азія стала свідком підйому буддійської таласократії імперії Шривіджая, що процвітала протягом 600 років, і з боку успішної індуїстсько-буддійської імперії Меджепегіт у 13-15-му столітті. У Південно-Східній материковій Азії індо-буддійська Кхмерська імперія, з центром у місті Ангкор, процвітала проягом 9 — 13 століть.
У той час на Середньовічному Заході термін «імперія» має конкретне технічне значення, що виключно щодо держав, які вважали себе спадкоємцями і продовжувачами Римської імперії, наприклад, Візантійська імперія, була фактичним продовженням Східної Римської імперії, й пізніші імперія Каролінгів, здебільшого німецька Священна Римська імперія, Російська імперія, але ці держави не завжди технічно — географічно, політично, військово — імперії в сучасному розумінні цього слова. Щоб узаконити свій статус, ці держави прямо виводили своє походження від Риму. Священна Римська імперія не завжди мала централізовану владу, а поза німецькомовними теренами керувалася місцевими військово-політичними елітами — італійською, французькою, провансальською, польською, фламандською, голландською і чеською. Про це писав Вольтер: «Зауважимо, що Священна Римська Імперія «не була ні священною, ні римською, ні імперією».
У 1204 року, після захоплення під час Четвертого хрестового походу Константинополя, хрестоносці створили Латинську імперію (1204—1261) на її місті, а також були створені нетривалі імперії в Малій Азії: Нікейська імперія (1204 −1261) та Трапезундська імперія (1204—1461). Константинополь був відбитий візантійською державою-наступницею з центром у Нікеї в 1261 році. Відновлена Візантійська імперія існувала до 1453 року, коли ісламська Османська імперія (1300—1918), завоювала велику частину регіону. Крім того, православний імперіалізм не був відновлений до коронації, у 1721 році, Петра Великого як імператора Росії. Точно так, зі скасуванням Священної Римської імперії, у 1806 році, під час наполеонівських війн (1803—1815), статус перейшов до Австрійської імперії (1804—1867) і далі до Австро-Угорської імперії (1867—1918).

## Імперії у Новий Час
Виникнення централізованих національних держав у добу нового часу в поєднанні із загостренням міждержавних відносин та необхідністю нарощування військового потенціалу, а також початок колоніальної експансії призвели до виникнення імперій нового типу: Іспанської, Російської, Португальської, Французької, Британської тощо. Більшість із них проіснувала до 70-х років XX ст.

## Імперії в сучасному світі
В сучасному світі майже не лишилось імперій. Японія остання країна в якій збереглась подібна форма правління.

## Виноски
1. ↑  С. В. Кульчицький. Імперія // Енциклопедія історії України: Т. 3: Е-Й / Редкол.: В. А. Смолій (голова) та ін. НАН України. Інститут історії України. — К.: В-во «Наукова думка», 2005. — 672 с.: іл. Архів оригіналу за 27 березня 2013. Процитовано 30 березня 2012.
2. ↑  Hont I. The Permanent Crisis of a Divided Mankind: Contemporary Crisis of the Nation State’ in Historical Perspective // J. Dunn (ed.) Contemporary Crisis of the Nation State? — Oxford, UK; Cambridge, MA: Blackwell,1995. — P- 172; цитата з праці: Doyle M. W. Empires. — Ithaca: Cornell Univ. Press, 1986. — p. 45.
3. ↑  lonescu G. The Break-up of the Soviet Empire in Eastern Europe. — Baltimore, MD: Penguin, 1965. — P. 7.
4. 1 2 3  Імперія // Тлумачний український словник[недоступне посилання з червня 2019]
5. ↑  Станіслав Кульчицький. Імперія і ми
6. ↑  Voltaire, Wikiquote, citing Essai sur l'histoire generale et sur les moeurs et l'espirit des nations, Chapter 70 (1756), архів оригіналу за 21 жовтня 2010, процитовано 6 січня 2008

## Інтернет-ресурси
- Могутні імперії: від Риму до Третього Рейху